# Miquel Cabal Guarro
Miquel Cabal Guarro   (Barcelona, 1977), és un professor i traductor literari de rus. Doctor en lingüística, ha traduït al català obres de  Dostoievski,  Gógol,  Txékhov,  Maiakovski,  Txékhov  Tsvetàieva,  Dovlàtov, Vladímir Arséniev, Daniïl Kharms i Andrei Platónov, entre d'altres.

## Premis i reconeixements
- Premi de traducció Vidal Alcover (2014), per la traducció de Petersburg, d'Andrei Beli.[2]
- Premi Ciutat de Barcelona de traducció (2022), per la traducció de Crim i càstig de Fiódor Dostoievski.[3]